# 162e méridien est
En géographie, le 162e méridien est est le méridien joignant les points de la surface de la Terre dont la longitude est égale à 162° est.

## Géographie

### Dimensions
Comme tous les autres méridiens, la longueur du 162e méridien correspond à une demi-circonférence terrestre, soit 20 003,932 km. Au niveau de l'équateur, il est distant du méridien de Greenwich de 18 034 km,.
Avec le 18e méridien ouest, il forme un grand cercle passant par les pôles géographiques terrestres.

### Régions traversées
En commençant par le pôle Nord et descendant vers le sud au pôle Sud, Le 162e méridien est passe par:
| Coordonnées           | Pays, territoire ou mer  | Notes |
| --------------------- | ------------------------ | --- |
| 90° 00′ N, 162° 00′ E | Océan Arctique           | |
| 75° 51′ N, 162° 00′ E | Mer de Sibérie orientale | Passe entre les Îles Medveji, République de Sakha, Russie (à 70° 40′ N, 162° 00′ E) |
| 69° 33′ N, 162° 00′ E | Russie                   | République de Sakha Tchoukotka — à partir de 68° 21′ N, 162° 00′ E Oblast de Magadan — à partir de 64° 48′ N, 162° 00′ E |
| 61° 22′ N, 162° 00′ E | Mer d'Okhotsk            | Golfe de Penjina |
| 60° 26′ N, 162° 00′ E | Russie                   | Kraï du Kamtchatka — Péninsule du Kamchatka |
| 55° 55′ N, 162° 00′ E | Océan Pacifique          | |
| 54° 58′ N, 162° 00′ E | Russie                   | Kraï du Kamtchatka — Péninsule du Kamchatka |
| 54° 42′ N, 162° 00′ E | Océan Pacifique          | Passe juste à l'ouest de l'atoll d'Enewetak, Îles Marshall (à 11° 30′ N, 162° 05′ E) Passe juste à l'est de l'île de Ulawa, Îles Salomon (à 9° 42′ S, 161° 59′ E) Passe juste à l'est de l'île de Île Malaupaina (en), Îles Salomon (à 10° 14′ S, 161° 59′ E) |
| 10° 29′ S, 162° 00′ E | Les îles Îles Salomon    | Île de Makira |
| 10° 48′ S, 162° 00′ E | Mer de Corail            | |
| 27° 28′ S, 162° 00′ E | Océan Pacifique          | |
| 60° 00′ S, 162° 00′ E | Océan Austral            | Passe juste à l'ouest de l'Île Young, Liste des territoires revendiqués par la Nouvelle-Zélande (à 66° 20′ S, 162° 07′ E) |
| 70° 23′ S, 162° 00′ E | Antarctique              | Dépendance de Ross, Liste des territoires revendiqués par la Nouvelle-Zélande |